# Leidyosuchus
Genre
Espèces de rang inférieur
- † L.  canadensis Lambe, 1907

Leidyosuchus (qui signifie « crocodile de Leidy ») est un genre éteint d'Alligatoroidea ayant vécu au Crétacé supérieur dans l'Alberta. Il a été nommé en 1907 par Lawrence Lambe, et l'espèce type est L. canadensis. Il est connu à partir d'un certain nombre de spécimens provenant du Campanien moyen de la Formation de Dinosaur Park. C'était un alligatoroidé de taille moyenne, avec une longueur maximale du crâne dépassant 40 centimètres.
Un certain nombre d'espèces avaient été affectées à ce genre au fil des ans, notamment :
- L. acutidentatus (Sternberg, 1932), qui vivait au Paléocène dans la Saskatchewan ;
- L. formidabilis (Erickson, 1976), apparu au Paléocène dans le Dakota du Nord et le Wyoming ;
- L. gilmorei (Mook, 1942), qui vivait au Campanien dans l'Alberta ;
- L. multidentatus (Mook, 1930) ;
- L. riggsi (Schmidt, 1938) ;
- L. sternbergi (Gilmore, 1910), ayant vécu au Maastrichtien (Crétacé supérieur) au Colorado, Montana, Dakota du Nord, Dakota du Sud et Wyoming ;
- L. wilsoni (Mook, 1959), qui vivait à l'Éocène dans le Wyoming[2].

Cependant, en 1997, Chris Brochu a réévalué ce genre et en réaffecté la plupart des espèces, transférant  L. acutidentatus, L. formidabilis, L. sternbergi et L. wilsoni dans le nouveau genre Borealosuchus, L. multidentatus dans le nouveau genre Listrognathosuchus, proposant L. gilmorei comme synonyme de L. canadensis et trouvant que les restes de L. riggsi étaient trop fragmentaires pour une détermination précise,.

## Phylogénie
Cladogramme d'après C.A. Brochu (2010).
- - Borealosuchus
  - 
    - Pristichampsus
    - Brevirostres
      - Alligatoroidea
        - Leidyosuchus

      - Crocodyloidea
        - Prodiplocynodon
        - Asiatosuchus
        - 
          - "Crocodylus" affinis
          - "Crocodylus" depressifrons
          - 
            - Brachyuranochampsa
            - "Crocodylus" acer
            - Crocodylidae
              - Tomistominae
                - Dollosuchoides
                - Gavialosuchus
                - Kentisuchus
                - Tomistoma

              - Crocodylinae
                - "Crocodylus" megarhinus
                - Mekosuchinae
                  - Kambara
                  - Australosuchus
                  - Trilophosuchus

                - 
                  - Osteolaeminae
                    - 
                      - Rimasuchus
                      - 
                        - "Crocodylus" pigotti
                        - Euthecodon

                    - Voay
                    - 
                      - Osteolaemus osborni
                      - O. tetraspis

                  - 
                    - Mecistops
                    - 
                      - Crocodylus anthropophagus
                      - C. palaeindicus
                      - 
                        - C. palustris
                        - 
                          - C. siamensis
                          - 
                            - C. porosus
                            - C. johnsoni
                            - C. novaeguineae
                            - C. mindorensis

                      - 
                        - C. niloticus
                        - 
                          - C. acutus
                          - C. intermedius
                          - C. rhombifer
                          - C. moreletii